# خبرچین محرمانه
خبرچین محرمانه (به انگلیسی: Confidential Informator) یک فیلم دلهره‌آور آمریکایی محصول سال ۲۰۲۳ به کارگردانی و نویسندگی مایکل اوبلوویتز با بازی دومینیک پرسل، کیت باسورث، نیک استال و مل گیبسون است.
این فیلم در تاریخ ۲۷ ژوئن ۲۰۲۳ به صورت دیجیتال و اینترنتی و در ۳۰ ژوئن ۲۰۲۳ در سینماها اکران شد.

## داستان
فیلم در مورد یک کارآگاه پلیس است که از بیماری سرطان رنج می‌برد و همین موضوع او را درگیر نقشه‌ای مرگبار می‌کند. او با یک خبرچین معامله می‌کند تا در حین انجام وظیفه کشته شود، بنابراین خانواده‌اش می‌توانند از مزایای مرگ او استفاده کنند، اما… 

## تولید
در ژوئیه ۲۰۲۲، اعلام شد که فیلم در حال فیلمبرداری است و پرسل، استال، باسورث و گیبسون همگی بازیگران این فیلم هستند.

## بازخوردها
- این فیلم دارای امتیاز صفر ٪ در راتن تومیتوز بر اساس هشت نقد می‌باشد.[۶]
- نوئل موری از لس آنجلس تایمز به این فیلم نقد منفی داد و نوشت: «فقط شکل یک فیلم سینمایی را دارد.»[۷]
- جولیان رومن از مووی وب نیز نقدی منفی به فیلم داد و نوشت: "فیلم روایت قانع‌کننده‌ای برای حمایت از هدفش ایجاد نمی‌کند. دوربین ضعیف، نورپردازی تیره، و نمره‌ توری مانع از تاثیرگذاری می‌شود. اوج گیج‌کننده. همچنین پس از مدت‌ها دیدن معنا ندارد.»[۸]
- سرجیو پریرا از کامیک بوک ریسورسز نیز نقدی منفی به فیلم داد و نوشت: "علی رغم تلاش بازیگران و درخشندگی نوآر نمایش داده شده، این فیلم تسلیم تدوین ضعیف، منطق معیوب و کلیشه‌ها می‌شود."[۹]